# Homoneura occidentalis
Homoneura occidentalis är en tvåvingeart som först beskrevs av Malloch 1920.  Homoneura occidentalis ingår i släktet Homoneura och familjen lövflugor. Inga underarter finns listade i Catalogue of Life.